# Köckern
Köckern ist ein Ortsteil der Ortschaft Glebitzsch der Stadt Sandersdorf-Brehna im Landkreis Anhalt-Bitterfeld in Sachsen-Anhalt, Deutschland.

## Geografie
Köckern befindet sich im Westen der Stadt Sandersdorf-Brehna. Direkt südlich schließt sich Glebitzsch an. Nordöstlich des Orts befindet sich mit dem Landschaftssee Köckern ein nach Ende des Braunkohleabbaus renaturiertes Restloch.

## Geschichte
Köckern wurde im Jahre 1156 erstmals als „Cachre“ erwähnt. Der Ort ist slawischen Ursprungs. Köckern gehörte bis 1815 zum kursächsischen Amt Zörbig. Durch die Beschlüsse des Wiener Kongresses kam der Ort zu Preußen und wurde 1816 dem Kreis Bitterfeld im Regierungsbezirk Merseburg der Provinz Sachsen zugeteilt, zu dem er bis 1944 gehörte.
Nach 1852 baute August Ferdinand Wäldner eine Orgel in die Köckerner Dorfkirche ein. Deren Gehäuse im klassizistischen Stil enthält fünf Register auf einem Manual sowie Pedal. Sie ist mit Stand des Jahres 2022 nicht spielbar.
Am 20. Juli 1950 wurde Köckern nach Glebitzsch eingemeindet.
Mit der Eingemeindung von Glebitzsch am 1. Juli 2009 in die Einheitsgemeinde Sandersdorf ist Köckern ein Ortsteil innerhalb der Ortschaft Glebitzsch der jetzigen Stadt Sandersdorf-Brehna.

## Verkehrsanbindung
Westlich des Orts verläuft die Bundesautobahn 9. In beide Fahrtrichtungen befindet sich ein Autobahnrasthof namens „Köckern“.